# Alianza de Partidos y Fuerzas Populares
De Alianza de Partidos y Fuerzas Populares (Nederlands: Partijenalliantie van Volkskrachten) was een Chileense verkiezingsalliantie die bestond uit centrum en centrumrechtse politieke partijen die in 1958 de kandidatuur van Jorge Alessandri Rodriguez steunde. Tegenhanger van de Alianza was de centrumlinkse Bloque de Saneamiento Democrático.
De volgende partijen maakten deel uit van de Alianza de Partidos y Fuerzas Populares:
- Partido Radical Doctrinario (PRDo)
- Partido Social Cristiano (PSC)
- Partido Agrario Laborista Recuperacionista (PALR)
- Movimiento Nacional del Pueblo (MONAP)

Hoewel Alessandri tot president werd gekozen, heeft hij geen regering gevormd waarin de Alianza als een geheel was vertegenwoordigd. De Alianza werd daarom kort na de verkiezing van Alessandri ontbonden.